# Uranoscopus kaianus
Uranoscopus kaianus is een straalvinnige vissensoort uit de familie van sterrenkijkers (Uranoscopidae). De wetenschappelijke naam is voor het eerst gepubliceerd door Günther in 1880.